# 김이관
김이관(金以寬. 1563년 ~ ?)는 조선 중기의 무신이다. 자는 여후(汝厚)이며, 본관은 경주(慶州)이다. 경주부 출신이다.

## 생애
명종 18년(1563년) 경주부 월남촌에서 출생하였다. 여러 관직을 거쳐 흥해군수에 재임 중 임진왜란을 맞이하여 고향 경주로 하향하였다.
의주에서 선조가 보낸 초격문과 경상초유사 김성일이 보낸 격문이 함께 도착하자, 고을 사족들이 통문을 돌렸다. 이에 임진년 6월 9일 경주를 비롯한 11개 고을에서 경주부윤 윤인함, 박의장, 김광복, 권복시, 권사민, 이눌 등 132명의 의병장들이 경주 문천(蚊川)으로 모여 왜적과 싸울 것을 피로써 맹세하였다. 이로써 김이관은 의병장으로 활동하였으며, 임진년 8월 부친 김호가 노곡전투에서 순절하자 곽재우의 막하로 달려가 의병항쟁을 계속하였다.
이후 구강회맹, 팔공산회맹, 화왕산회맹, 당교회맹 등을 맺었으며 의병전쟁을 꾸준히 전개하였다. 관찰사 한효순이 명나라 장수와 군대를 영접할 때에는 방어사의 임무를 수행하였으며, 그 공로를 인정받아 가선대부에 승차되었다. 전투 중 순절하였으나 몰년은 정확히 전하지 않는다.

## 가족
- 고조(高祖)
  - 호조정랑(戶曹正郞) 김이권(金而權)
- 증조(曾祖)
  - 충순위(忠順衛) 김원좌(金元佐)
- 조부(祖父)
  - 내금위(內禁衛) 김숙린(金叔麟)
- 선고(先考)
  - 경상좌도 의병도대장 증형조참판(慶尙左道 義兵都大將 贈刑曹參判) 김호(金虎)
- 자서(子壻)
  - 훈련원봉사(訓鍊院奉事) 김성원(金聲遠)
  - 훈련원판관(訓鍊院判官) 김성철(金聲澈)
  - 훈련원주부(訓鍊院主簿) 김성윤(金聲胤)
  - 첨중추부사(僉中樞府事) 김성석(金聲晳)
  - 풍천인(豊川人) 임이량(任以良)

## 참고 문헌
- 동경잡기(東京雜記), 경주읍지(慶州邑誌), 동엄실기(東广實記), 화암실기(花巖實記), 칠송당실기(七松堂實記), 망조당실기(望潮堂實紀), 용사세강록(龍蛇世講錄).